# Вишан (Јаши)
Вишан (рум. Vișan) насеље је у Румунији у округу Јаши у општини Барнова. Oпштина се налази на надморској висини од 115 m.

## Становништво
Према подацима из 2002. године у насељу је живело 426 становника, од којих су сви румунске националности.